# Harry Gerstad
Harry Gerstad, all'anagrafe Harry Donald Gerstad (Chicago, 11 giugno 1909 – Palm Springs, 17 luglio 2002), è stato un montatore statunitense, vincitore di due Premi Oscar.

## Carriera
Figlio del direttore della fotografia Harry W. Gerstad, ha montato oltre 40 film tra i quali si ricordano soprattutto La scala a chiocciola (1946), Odio implacabile (1947), Il grande campione (1949), Il mio corpo ti appartiene (1950), Morte di un commesso viaggiatore (1951) e Mezzogiorno di fuoco (1952). Abbandonò il mondo del cinema nel 1975.

## Filmografia

### Cinema
- Brazil, regia di Joseph Santley (1944) – Non accreditato
- La scala a chiocciola (The Spiral Staircase), regia di Robert Siodmak (1946)
- Anime ferite (Till the End of Time), regia di Edward Dmytryk (1946)
- So Well Remembered, regia di Edward Dmytryk (1947)
- Odio implacabile (Crossfire), regia di Edward Dmytryk (1947)
- L'isola sconosciuta (Unknown Island), regia di Jack Bernhard (1948)
- Il grande campione (Champion), regia di Mark Robson (1949)
- Odio (Home of the Brave), regia di Mark Robson (1949)
- Tough Assignment, regia di William Beaudine (1949)
- La sanguinaria (Gun Crazy), regia di Joseph H. Lewis (1950)
- RX-M Destinazione Luna (Rocketship X-M), regia di Kurt Neumann (1950)
- Il mio corpo ti appartiene (The Men), regia di Fred Zinnemann (1950)
- Cirano di Bergerac (Cyrano de Bergerac), regia di Michael Gordon (1950)
- Morte di un commesso viaggiatore (Death of a Salesman), regia di László Benedek (1951)
- I miei sei forzati (My Six Convicts), regia di Hugo Fregonese (1952)[1]
- Mezzogiorno di fuoco (High Noon), regia di Fred Zinnemann (1952)[1]
- Nessuno mi salverà (The Sniper), regia di Edward Dmytryk (1952)[1]
- Il membro del matrimonio (The Member of the Wedding), regia di Fred Zinnemann (1952)[1]
- Otto uomini di ferro (Eight Iron Men), regia di Edward Dmytryk (1952)[1]
- Le 5000 dita del Dr. T (The 5,000 Fingers of Dr. T), regia di Roy Rowland (1953)[1]
- I perseguitati (The Juggler), regia di Edward Dmytryk (1953)
- L'ultimo bersaglio (Combat Squad), regia di Cy Roth (1953)
- Stamp Day for Superman, regia di Thomas Carr (1954) – Cortometraggio
- Lo sceriffo è solo (Frontier Gun), regia di Paul Landres (1958) – Non accreditato
- Here Come the Jets, regia di Gene Fowler Jr. (1959)
- Cinque vie per l'inferno (Five Gates to Hell), regia di James Clavell (1959)
- Uomini coccodrillo (The Alligator People), regia di Roy Del Ruth (1959)[1]
- The Rookie, regia di George O'Hanlon (1959)
- Assedio all'ultimo sangue (13 Fighting Men), regia di Harry Gerstad (1960)
- Freckles, regia di Andrew V. McLaglen (1960)
- Anime sporche (Walk on the Wild Side), regia di Edward Dmytryk (1962)
- La spada magica (The Magic Sword), regia di Bert I. Gordon (1962)
- Amore e desiderio (Of Love and Desire), regia di Richard Rush (1963)
- Batman (Batman: The Movie), regia di Leslie H. Martinson (1966)
- Carovana di fuoco (The War Wagon), regia di Burt Kennedy (1967)
- Diario segreto di una moglie americana (The Secret Life of an American Wife), regia di George Axelrod (1968)
- Uno sporco contratto (Hard Contract), regia di S. Lee Pogostin (1969)
- Cover Me Babe, regia di Noel Black (1970)
- Il grande Jake (Big Jake), regia di George Sherman (1971)
- L'ultima carica di Ben (Ben), regia di Phil Karlson (1972)
- Un duro per la legge (Walking Tall), regia di Phil Karlson (1973)
- Senza capo d'accusa (Framed), regia di Phil Karlson (1975)

### Televisione
- Adventures of Superman – Seconda stagione, 26 episodi (1953-1954)
- Captain David Grief – Episodio The Ghost of Tupapau (1958)
- General Electric Theater – Episodio Aftermath (1960)
- Breaking Point – 16 episodi (1963-1964)[1]
- Ben Casey – Episodi A Little Fun to Match the Sorrow, Journeys End in Lovers Meeting e The Day They Stole County General (1965)[1]
- Ai confini dell'Arizona (The High Chaparral) – Episodi La vedova e Il muro della morte (1967)

## Riconoscimenti
- Premio Oscar

1950 - Miglior montaggio per Il grande campione
1953 - Miglior montaggio per Mezzogiorno di fuoco (condiviso con Elmo Williams)
- Eddie Awards

1968 - Candidatura per il miglior montaggio di un programma televisivo per Ai confini dell'Arizona, episodio La vedova
1997 - Premio alla carriera